# Eu Me Lembro (EP)
Eu Me Lembro é o segundo extended play (EP) da cantora e compositora brasileira Clarice Falcão. Lançado no inicio da pandemia do COVID-19, o EP possui releitura de seu antigo repertório estilizadas com influências de Synth Pop, além do lançamento oficial da canção "Pra Ter o Que Fazer" que já havia figurado uma demo acústica no canal oficial do YouTube da artista em 2012.
O registro foi lançado em meio a divulgação de seu disco lançado no ano anterior, Falcão divulgou e utilizou as redes sociais e em especial as lives do Instagram, que ganharam alta em meio a decorrência da pandemia de COVID-19, utilizando o serviço como forma de aproximação ao público, que acompanhou a produção e lançamento do EP.

## Faixas
Todas as canções foram compostas por Clarice Falcão.
1. "O QUE EU BEBI" Originalmente de Monomania (2013) – 2:41
2. "EU ME LEMBRO" (part. Letrux)" Originalmente de Monomania (2013) – 3:19
3. "IRÔNICO" Originalmente de Problema Meu (2016) – 3:07
4. "EU ESCOLHI VOCÊ" Originalmente de Problema Meu (2016) – 2:27
5. "PRA TER O QUE FAZER" Demo lançada no YouTube (2012)  – 3:47